# Lee Si-yeon
Dans ce nom coréen, le nom de famille, Lee, précède le nom personnel.
Lee Si-yeon (en coréen Hangul : 이시연, en caractères chinois hanja : 李詩姸), de son vrai nom Lee Dae-hak (이대학, 李大鶴), née le 24 juillet 1979, est une vedette de télévision, actrice, mannequin et chanteuse sud-coréenne. 
Femme transgenre, elle bénéficie en 2007 d'une chirurgie de réattribution sexuelle. Elle fait ses débuts de chanteuse l'année suivante. 

## Filmographie
- 2001 : My Boss, My Hero
- 2002 : Sex Is Zero (색즉시공)
- 2007 : Sex Is Zero 2 (색즉시공 2)

## Discographie
- 2010 : I Became a Woman